# Tadeusz Brodowski

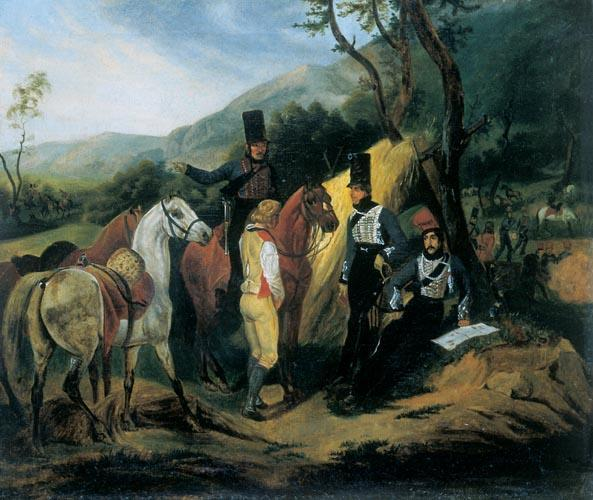
Thẩm vấn một gián điệp

Tadeusz Brodowski (2 tháng 9, 1821, Warsaw – 31 tháng 3, 1848, Paris) là một họa sĩ người Ba Lan. Ông có nét đặc trưng là vẽ hình tượng ngựa trong nhiều tác phẩm tranh.

## Tiểu sử
Tadeusz Brodowski sinh ra trong một gia đình nền nếp có truyền thống nghệ thuật. Cha ông là họa sĩ theo chủ nghĩa cổ điển Antoni Brodowski và em trai là Józef Brodowski, một họa sĩ nổi tiếng về tranh quân sự.
Cha Brodowski là thầy dạy vẽ đầu tiên của ông. Sau đó, Tadeusz Brodowski theo học tại các xưởng vẽ của Aleksander Kokular và Antoni Blank. Năm 1841, ông chuyển đến Rome. Năm 1843, sau khi tổ chức một triển lãm ở Warsaw, Brodowski chuyển đến Paris để hoàn thiện kỹ thuật vẽ, và trở thành học trò của họa sĩ chiến trường Horace Vernet. Các tác phẩm tranh của Brodowski cũng cho thấy sự ảnh hưởng phong cách hội họa của Aleksander Orłowski.
Tadeusz Brodowski mất khi chỉ mới 26 tuổi do nguyên nhân không rõ. Ông mất ngay sau khi Cách mạng Pháp năm 1848 bùng nổ.
Phần lớn các tác phẩm nổi tiếng của Tadeusz Brodowski đều có sự xuất hiện hình tượng con ngựa, chủ yếu trong các bức tranh về quân sự và sự kiện lịch sử. Ông cũng vẽ tranh biếm họa và một vài tác phẩm về các chủ đề Đông phương.